# Leicester Panthers
I Leicester Panthers sono stati una squadra di football americano, di Leicester, in Inghilterra; fondati nel 1984, hanno chiuso nel 1996. Hanno vinto 1 BritBowl (valido anche come titolo britannico).

## Dettaglio stagioni

### Amichevoli
| Stagione | Vin | Par | Per | Tot | PF | PS | avversaria                  |
| -------- | --- | --- | --- | --- | -- | -- | --------------------------- |
| 1991     | 1   | 0   | 0   | 1   | 22 | 0  | Unione Sovietica            |
| 1995     | 1   | 0   | 0   | 1   | 14 | 10 | Gran Bretagna universitaria |
| Totale   | 2   | 0   | 0   | 2   | 36 | 10 |                             |

### Tornei nazionali

#### Campionato

##### Budweiser League National Division
| Stagione | regular season | regular season | regular season | regular season | regular season | regular season | playoff | playoff | playoff | playoff | playoff | playoff    | playoff             |
|          | Vin            | Par            | Per            | Tot            | PF             | PS             | Vin     | Per     | Tot     | PF      | PS      | risultato  | avversaria          |
| -------- | -------------- | -------------- | -------------- | -------------- | -------------- | -------------- | ------- | ------- | ------- | ------- | ------- | ---------- | ------------------- |
| 1987     | 9              | 0              | 1              | 10             | 318            | 149            | 1       | 1       | 2       | 57      | 42      | Semifinale | Manchester Allstars |
| Totale   | 9              | 0              | 1              | 10             | 318            | 149            | 1       | 1       | 2       | 57      | 42      |            |                     |

Fonti: Enciclopedia del Football - A cura di Roberto Mezzetti

### Riepilogo fasi finali disputate
| Anno           | Luogo  | Evento                             | Fase del torneo | Incontro                                 | Risultato |
| 30 agosto 1987 | Oldham | Budweiser League National Division | Semifinale      | Manchester Allstars - Leicester Panthers | 42 - 16   |

## Palmarès
- 1 BritBowl (1996[3])
- 1 Campionato giovanile NDMA (1989)